# Ana Holding
Ana Holding este un grup de companii din România deținut de omul de afaceri George Copos.
Printre companiile care fac parte din Ana Holding se numără Ana Imep, Ana Hotels, Ana Pan, Ana Teleferic Ana Trans International și Ana Aslan Health Spa.
Printre realizările holdingului se află darea în folosință a fabricii Ana Pan în anul 2006, precum și a bazei de antrenament Pro Rapid în 1997.
Cifra de afaceri în 2009: 60 milioane euro